# Charixa burdonaria
Charixa burdonaria is een uitgestorven mosdiertjessoort uit de familie van de Electridae. De wetenschappelijke naam van de soort is voor het eerst geldig gepubliceerd in 2008 door Taylor, Lazo & Aguirre-Urreta.